# Lesley Manville
Lesley Ann Manville (OBE, sinh ngày 12 tháng 3 năm 1956) là nữ diễn viên người Anh Quốc, được biết đến qua nhiều phim của đạo diễn Mike Leigh. Bà từng giành giải London Film Critics Circle, hạng mục Nữ diễn viên Anh của năm với phim All or Nothing (2002) và Another Year (2010). Năm 2017, bà được đề cử giải Oscar cho nữ diễn viên phụ xuất sắc nhất với phim Phantom Thread (2017). Các phim nổi bất khác mà bà tham gia còn có Maleficent (phần một và hai), Ordinary Love (2019).

## Thời thơ ấu
Manville sinh ra tại Brighton, East Sussex, con gái của bà Jean, một vũ công ballet, và ông Ron Manville, một tài xế taxi. Gia đình Manville có 3 chị em gái. Bà bắt đầu luyện nhạc giọng soprano từ năm 8 tuổi, và từng hai lần thắng giải âm nhạc lứa tuổi dưới 18 của Sussex. Cũng từ khi còn là thiếu niên, bà đã tham gia trong các sê-ri phim truyền hình, có thể kể đến như King Cinder. Năm 15 tuổi, bà nhận được một xuất theo học tại Học viện Sân khấu Nghệ thuật Italia Conti.